# Carrer de Ferran
El carrer de Ferran és un carrer del barri Gòtic de Barcelona, paral·lel al mar, que ha esdevingut una de les vies més emblemàtiques de la ciutat. Enllaça la Rambla amb la plaça de Sant Jaume.
El carrer és fruit d'un projecte de l'Ajuntament de Barcelona durant la legislatura de 1820-23 (Trienni Liberal), que pretenia unir la Rambla amb la fortalesa de la Ciutadella. Fou el que es coneix com a eix transversal, compost pels carrers de Ferran, de Jaume I i de la Princesa, i que comportà, així mateix, l'obertura de l'actual plaça de Sant Jaume (fins llavors mer encreuament de carrers). El carrer de Ferran fou inaugurat oficialment el 1826 (ja en plena Dècada Ominosa).
En la primera fase de construcció del carrer, les façanes foren projectades unitàriament per l'arquitecte oficial de l'Ajuntament, Josep Mas i Vila, autor, així mateix, de la reforma de la Casa de la Ciutat (ja a la plaça de Sant Jaume).
Inicialment, la via fou batejada com a carrer de Ferran VII, que era el rei que regnava en aquella època. Dugué aquest nom fins al 1910, amb algunes intermitències degudes a canvis de règim: carrer Major del Duc de la Victòria (és a dir, d'Espartero) en 1840-1843 (Regència d'Espartero) i 1854-1856 (Bienni Progressista); i carrer de la Llibertat en 1869-1875 (Sexenni Democràtic). L'any 1910 fou rebatejat com a carrer de Ferran, amb què no s'esborrà l'homenatge a un rei absolutista de memòria nefasta, alhora que s'oficialitzava el nom popular que aquest carrer havia rebut de sempre. Durant la Segona República dugué el nom oficial de carrer de Joan Fivaller (1931-1939), per a tornar a Ferran amb el franquisme, a partir de 1939. La forma oficial del nom, fins llavors en espanyol, es catalanitzà el 1980.